# Aleiodes modestus
Aleiodes modestus är en stekelart som först beskrevs av Henry J. Reinhard 1863.  Aleiodes modestus ingår i släktet Aleiodes och familjen bracksteklar. Arten är reproducerande i Sverige. Inga underarter finns listade i Catalogue of Life.